# 義大利勝利莊園

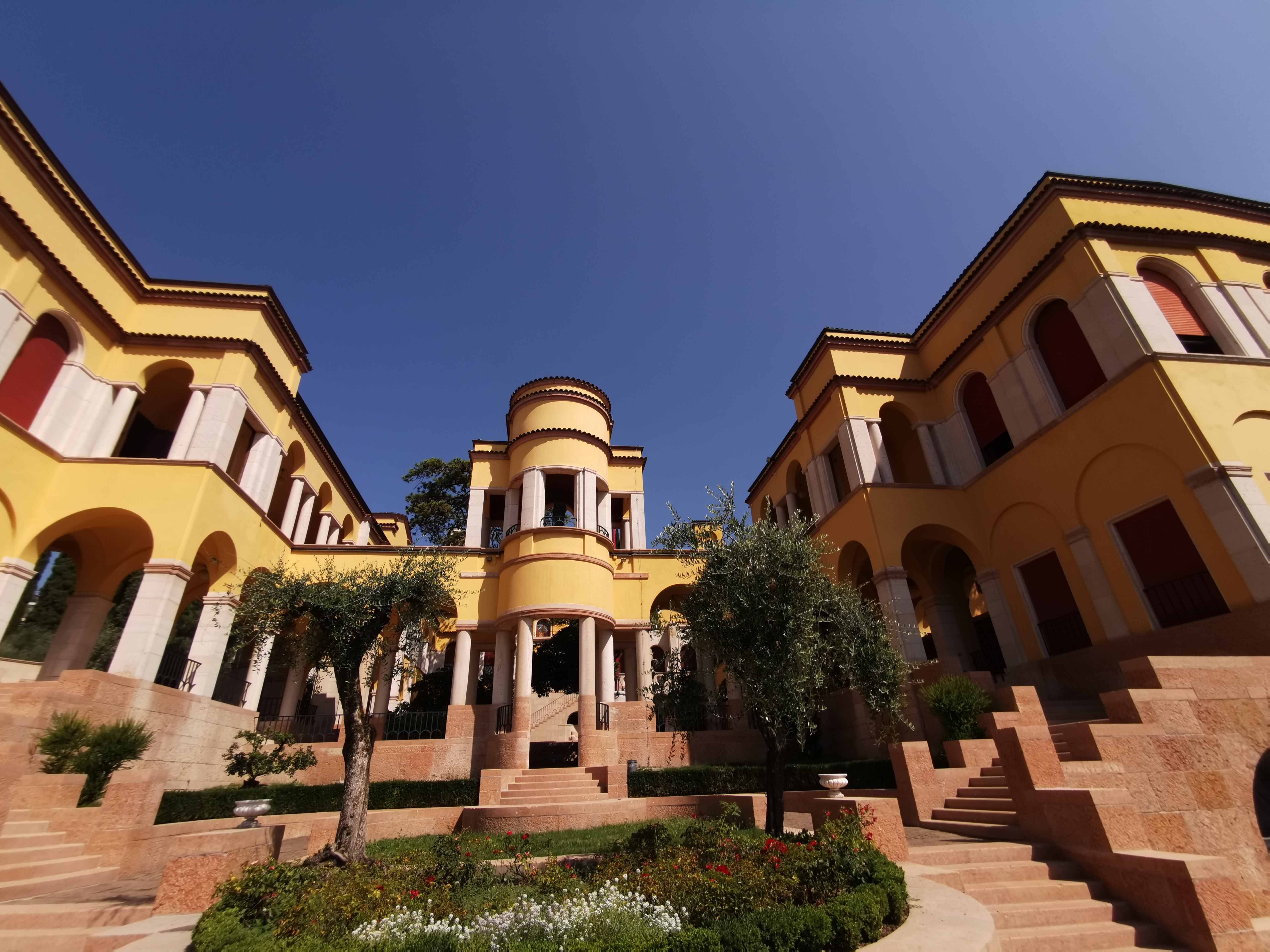
義大利勝利莊園

義大利勝利莊園（義大利語：Vittoriale degli italiani）是位於義大利倫巴第大區布雷西亞省的一座建於山坡上的莊園建築，曾經是義大利作家加布里埃爾·鄧南遮的住宅。對義大利勝利莊園這座建築的評價頗為兩極，從「紀念碑式的堡壘」到「法西斯標誌」都有。